# Pouteria bonneriana
Pouteria bonneriana är en tvåhjärtbladig växtart som beskrevs av Luciano Bernardi. Pouteria bonneriana ingår i släktet Pouteria och familjen Sapotaceae. IUCN kategoriserar arten globalt som sårbar. Inga underarter finns listade i Catalogue of Life.